# 필라델피아 아레나
필라델피아 아레나(영어: Philadelphia Arena)는 미국 펜실베이니아주 필라델피아에 위치한 실내 경기장이다. 과거 NBA 필라델피아 세븐티식서스, BAA/NBA 필라델피아 워리어스의 제2홈경기장으로, NHL 필라델피아 퀘이커스와 AHL 필라델피아 램블러스, 필라델피아 로키츠의 홈경기장으로 사용했다.